# Trebitsch Ignác
Trebitsch-Lincoln Ignác, szül. Trebitsch Ignác, álnevén dr. Tandler Leó, írói álnevén Terebesi, egyéb névváltozatok: Ignatius Timothy Tribich Lincoln, Csao Kung (Paks, 1879. április 4. – Sanghaj, 1943. október 7.) – kalandor, presbiteriánus lelkész, buddhista szerzetes, aki a világ sok országában megfordult és minden jel szerint több titkosszolgálat ügynöke volt. A sajtó különféle európai és ázsiai államcsínyeket, illetve bűntényeket is összekapcsolt a személyével.

## Élete
Apja Trebitsch Náthán, akinek ősei valaha Morvaországból érkeztek Magyarországra, jómódú gabonakereskedő volt. Anyja Juli Freund, egy gazdag dél-magyarországi kereskedő családból származott, s távoli rokonságban állt a Rothschildokkal. A házaspár harmadik gyermekeként látta meg a napvilágot, testvére volt Tarczai Lajos szocialista politikus, újságíró, lapszerkesztő. Nővére Adél 1877. június 4-én született. A család gazdagodását tizennyolc gabonaszállító gálya biztosította. Tízéves korára Trebitsch Ignác a gondos nevelésnek köszönhetően már jól beszélt németül és franciául.
A család 1887-ben Paksról Pestre költözött. Ignác tizennyolc éves korában szerelmes lett egy Bella keresztnevű színésznőbe és bejelentette apjának, hogy színészi pályára kíván lépni, és már be is iratkozott a színművészeti akadémiára. Trebitsch Náthán, aki a millennium évében félmillió forintot vesztett a pesti gabonatőzsdén, ekkor utazni küldte a fiát. Bár egyes források úgy tudják, hogy Ignác emelte el egyik nénje férjének aranyóráját, s ebből fedezte első külföldi utazását. Trebitsch Ignác utazásairól az Egyetértés című napilap közölte írásait, melyeket Terebesi álnéven írt. Hogy valójában járt-e ekkor Bécsben, Hamburgban, Párizsban, Londonban, Észak- és Dél-Amerikában, az nem bizonyos, de Trebitsch írásai e tájakról nagyon fantáziadúsak voltak.
1898 karácsony napján Trebitsch Ignácot Hamburgban megkeresztelték, az ír presbiteriánus egyház híve lett, és a keresztségben a Timotheus (Timót) nevet vette fel. Miközben egy Hamburg közeli kisvárosban papi tanulmányokat folytatott, beleszeretett egy nyugalmazott tengerészkapitány jámbor és mélyen vallásos lányába, akit feleségül akart venni, otthagyva a papi pályát.

## Kanada
Ezután Trebitsch Ignác Kanadába, Montréal városába került és beiratkozott a McGill Egyetem teológiai karára. Egy év alatt elvégezte az egyetemet és 1901-ben, 22 évesen az ír presbiteriánus egyház lelkészévé szentelték. Ezután már az egyházi előírások megengedték, hogy megnősüljön. Gretchen meg is érkezett, és megtartották az esküvőt a Gábriel arkangyalról elnevezett montreáli templomban. Ezután Trebitsch anyagi természetű nézeteltérések miatt otthagyta az ír presbiteriánusokat és átlépett az anglikán egyházba havi 25 dollárral magasabb fizetésért, s anglikán misszionárius lett. Ám rövidesen anyagi vita miatt hátat fordított Kanadának, 1904 elején Londonban tűnt fel.

## Anglia
Trebitschet a Kent grófságban található Appledore nevű falu lelkészévé nevezte ki Canterbury érseke. Hála élénk fantáziájának, vasárnapi prédikációit egyre többen hallgatták, ám ezt a helyet Trebitsch Ignác később csak a „kenti patkánylyuk” elnevezéssel illette. Kisfiuk halála és feleségének öröksége adott okot és lehetőséget a menekülésre a parókiáról. Londonba költöztek, ahol a házaspárnak két fia született. Már a politikai karrierre kacsingatva nevét az angolok számára könnyebben megjegyezhető Tribichre változtatta, és felvette a Lincoln vezetéknevet. Ettől kezdve az Ignatius Timothy Tribich Lincoln nevet használta, s minden angol okmány alá az I.T.T. Lincoln aláírást kanyarította.
Az 1906-os választás magasra korbácsolta Trebitsch politikai becsvágyát. E becsvágytól hajtva először egy alkoholellenes liga, a Temperance Society tagja és kedvelt szónoka lett. A liga berkein belül került kapcsolatba a liberális párt radikális szárnyához tartozó csokoládégyárossal, Benjamin Seebohm Rowntreeval, aki David Lloyd George barátja volt. A gyáros ugyanis németül akart tanulni, és nyelvtanárt keresett.

## Belgium
Trebitsch Rowntree révén Belgiumba került, ahol a felszínen a munkásosztály nyomorúságos helyzetét tanulmányozta egy hetven fős „kutatóiroda” élén, ám minden jel szerint három esztendőn keresztül az angol titkosszolgálat ügynöke volt. 1909-ben már gazdag és tekintélyes emberként tért vissza Angliába.

## Ismét Anglia
A belgiumi szolgálatért Trebitsch az 1910-es választásokon Darlingtonban a Liberális Párt képviselőjelöltjeként indult harcba a mandátumért. A választókerület a konzervatívok biztos bázisa volt, s a Liberális Párt elnöke, Lloyd George ezért is engedte át az idegen jövevénynek a jelöltséget, afféle „ingyen gesztusként”. A képviselőséghez elengedhetetlen angol állampolgárságot már a választási kampány kellős közepén kapta meg némi titkosszolgálati segítséggel. Szónoki képessége és gyors észjárása mellett a mandátum elnyerésében maga Lloyd George és a Konzervatív Pártból a liberálisokhoz átállt Winston Churchill is segítette.
A képviselői életvitelhez viszont Trebitschnek sok pénzre volt szüksége, ezért üzlet után kellett néznie. A Reformklubban került ismeretségbe Basil Zaharoffal, aki fegyverkereskedő és szuperkém volt, s jelentős érdekeltségekkel rendelkezett a galíciai és romániai olajmezőkön. Zaharoff az első világháború végére brit főnemes és a francia becsületrend parancsnoki keresztjének tulajdonosa lett Lloyd George és Georges Clemenceau támogatásával.

## Galícia
Trebitsch tehát elhagyta választóit és családját, s Galíciába utazott. Itt részben az angol titkosszolgálat, s részben egy gazdag angol konzervatív pénzember, bizonyos Sir Henry Dalziel pénzén kilenc kisebb társaságot vásárolt, amelyek a galíciai olajmezők csővezetékeinek birtokosai voltak. A galíciai üzletek azonban Trebitsch-Lincolnt egy dr. Segal nevű ügyvéd révén hozzákapcsolták egyrészt Németország, másrészt Ausztria–Magyarország hírszerző szolgálatához, és ezt az angolok is megtudták. Ettől kezdve Trebitsch az angol és a német hírszolgálatok kettős ügynöke lett. Az Intelligence Service közbenjárására azonban Sir Henry Dalziel visszavonta pénzügyi támogatását, ezért Trebitsch a vállalkozásához szükséges tőkét a németektől szerezte meg, majd 1913-ban  Basil Zaharoff támogatásával két olajkutat vásárolt a Ploiești környéki olajmezőkön, és tevékenységének súlypontját áthelyezte Romániába.

## Románia
Mivel az üzleti ügyek jól alakultak, Trebitsch-Lincoln eladta angliai házát, két nagyobb fiát egy svájci nevelőintézetben helyezte el, a kisebb gyerekkel és feleségével, Gretchennel Bukarestbe költözött, ahol ötvenszobás palotát bérelt, és angol főkomornyikot tartott. De az olajkutak hamar kimerültek, így Trebitsch tönkrement, és az I. világháború kitörésekor már ismét Angliában tűnik fel.

## Megint Anglia
Hogy pénzhez jusson, egy uzsorakölcsönhöz régi ismerősének, Rowntreenek a nevét hamisította egy garancialevélre. A hamisítás kitudódott, de az Intelligence Service közbelépésére nem jelentették fel, hanem a brit hadügyminisztérium cenzúrahivatalában kapott állást. Ennél az íróasztalnál fogalmazta meg tervét a német flotta tőrbecsalására. A Winston Churchill vezette Admiralitás azonban nem állt a terv mellé, ezért Trebitsch Hollandiába utazott, hogy felvegye a kapcsolatot a német hírszerző szolgálattal. Innentől kezdve valószínűleg inkább a németek ügynöke volt, de egyre kényelmetlenebb lett mindkét hatalom kémszolgálata számára, s ezt felismerve Amerikába hajózott, vagy inkább menekült.

## Amerika
Trebitsch-Lincoln az Újvilágban elsősorban pénzszerzéssel foglalkozott. Egy amerikai könyvkiadóval szerződést kötött egy könyv megírására, amely utóbb „Egy nemzetközi kém vallomásai” címmel jelent meg. A könyvben leírtak jó része Trebitsch fantáziájának szüleménye, de a Lusitania-ügy kellős közepén mégis okot adott arra, hogy Nagy-Britannia kormányának kérésére New Yorkban letartóztassák. Ekkor még mindig éppen úgy tekinthető az Intelligence Service, mint a német Nachrichten Büro ügynökének. Börtönbe kerülése után – feltételezett titkosírás-tudása miatt – megbízta az amerikai titkosszolgálat a német táviratok megfejtésével. Ennek a munkának a kapcsán volt lehetősége a börtön elhagyására is kísérettel, s ezt kihasználva megszökött. Bujkálása idején a New York-i American című lap több írását is közölte, de aztán a BOI (az FBI elődje) elfogta. Egy további sikertelen szökési kísérlet után 1916 májusában kiadták Nagy-Britanniának.

## Újra Anglia
Trebitschet a garancialevél-hamisítás miatt állították bíróság elé, de az angol igazságszolgáltatás történetében páratlan módon a tárgyalás jegyzőkönyveit titokzatos kezek megsemmisítették. A bírósági ítélet háromévi börtön volt. A büntetés letöltése után kiutasították Angliából, és feltették egy Rotterdamba tartó hajóra.

## Németország
Trebitsch-Lincoln az 1919. június 28-án aláírt versailles-i békeszerződés után érkezett Rotterdamból a zűrzavaros Berlinbe, ahol hamarosan kapcsolatba került a szociáldemokraták vezette kormány elleni puccs szervezőivel. Az ő megbízásukból tárgyalt először Amerongenben (Hollandia) II. Vilmos császár szárnysegédjével. Megbízatása szerint a császár lemondását szorgalmazta a trónörökös javára. A tárgyalás sikertelensége után, melyről Berlinben Erich Ludendorffnak tett jelentést, ismét Hollandiába utazott magához a trónörököshöz. Útja ismét eredménytelen volt, de Trebitsch-Lincoln most már egy igazi, nagyszabású nemzetközi összeesküvés belső köréhez tartozott.

## Magyarország
1919 telén Ludendorff és Max Bauer ezredes Trebitschet Magyarországra küldte azzal a megbízatással, hogy a készülő Kapp-Lüttwitz-puccs támogatására hozzon létre valamiféle szövetséget a bajorországi szabadcsapatok, az osztrák szélsőjobboldal és a magyarországi fehérterror vezetői között. Trebitsch Münchenen, Regensburgon, Passaun, Linzen keresztül jut el Bécsig. Onnan a budapesti fehér kormány bécsi követe, Gratz Gusztáv segítségével utazott tovább végcéljáig. A magyarországi tárgyaló partnerei közé tartozott Prónay Pál. Berlinbe visszatérve Trebitsch önéletrajzában azonban csak ennyit írt: „Nem hoztam magammal semmit Berlinbe erről a budapesti útról. A magyarok úgy érezték, hogy még semmit sem kockáztathatnak…”
Az 1920. márciusi ún. Kapp-puccs a hadsereg tétovázása miatt (nem állt a puccsisták mellé, de nem védte meg a kormányt sem) kezdetben a kormány meneküléséhez vezetett, de a puccs nyomán kitört általános sztrájk és a bankárok, valamint a gyárosok ellenállása miatt 100 órányi tündöklés után megbukott. Trebitsch a puccs szürke eminenciásaként tevékenykedett, s annak bukása után Garmisch-Partenkirchenbe menekült. Majd 1920 májusában Bauer ezredessel és Stephani őrnaggyal Ludendorff levelével Budapestre utazott Horthy Miklóshoz.
A nemzetközi események (a versailles-i békekötés, a Szovjet-Oroszország elleni intervenció) azonban meghiúsítottak mindenféle együttműködést Horthy és Ludendorff között. Ezért és Stephani őrnagy gyanúja miatt – mely szerint Trebitsch a franciáknak kémkedett volna – Trebitsch tartva egy ellene irányuló gyilkossági kísérlettől kilépett a magyarországi összeesküvésből.

## Csehszlovákia
Miután visszatért Bécsbe, Trebitsch-Lincoln első dolga volt, hogy az összeesküvés tervét a francia kémelhárítással közölje, amiért 25 000 cseh koronát kapott. Ezután a dokumentumokat a csehszlovák elhárításnak adta át Prágában félmillió koronáért, amiből végül csak kétszázezret kapott meg. Ezután újra Bécsbe utazott, ahová a családját is elhozatta. Mivel Csehszlovákiától eredménytelenül perelte a hiányzó háromszázezer koronát, ismét Amerikát választotta úticélként, de ott az FBI nemkívánatos személynek nyilvánította, így a következő bizonyítható állomás már Tokió volt, ahonnan Kínába utazott.

## Kína
Az ország Trebitsch-Lincoln odaérkezésekor különböző tartományurak ellenőrzése alatt állt, egységes hatalom nem létezett. A körülbelül két tucat katonai diktátor között néhány eredetileg közlegény volt valamelyik tartományi hadseregben. Volt közöttük kettő, aki banditaként kezdte pályafutását, egy pedig életének harmincadik esztendejéig teherhordó kuli volt. Trebitsch 1922 szeptemberében érkezett Sanghajba, ahol kapcsolatba került a Szun Jat-szen vezette Kuomintang hírszerzésével. Egyes jelek alapján az sem kizárt, hogy Trebitsch az amerikai hírszerzés embereként került Kínába. A Kuomintangnak fegyverekre volt szüksége, s ezeket Trebitsch kapcsolatait felhasználva remélte megszerezni. Így került Trebitsch a Jangce folyón hajózva Csungkingba, majd Icsangba, a Kuomintang ellenőrizte terület két fontos városába. Majd Lojangba utazott Vu Pej-fu tábornokhoz, az angolok legfontosabb kínai szövetségeséhez, hogy felajánlja szolgálatait.
Trebitsch-Lincoln ezután már mint Vu tábornok küldöttségének vezetője érkezett meg magyar útlevéllel Velencébe, hogy tárgyaljon és megállapodásokat kössön német érdekeltségekkel. Ennek kapcsán közvetítésével került Kínába régi ismerőse, Bauer ezredes, aki a Kuomintang katonai tanácsadója lett. Trebitsch csillaga Vu mellett akkor áldozott le, amikor az általa megkötött szerződés alapján nem érkezett meg a német-osztrák pénzügyi támogatás. Befolyásának csökkenését érezve a japán és az angol titkosszolgálattal lépett kapcsolatba és valószínűleg segített a japánok és az angolok által támogatott haduraknak legyőzni Vu Pej-fut. Ő volt az, aki Pekingben közvetített a két győztes megbízottai és a vesztes Vu Pej-fu küldöttsége között. Trebitsch volt az, aki megszervezte az utolsó kínai császár, Pu Ji átmenekítését a pekingi holland nagykövetségre, majd ő gondoskodott az ifjú excsászár átszállításáról Tiencsin városába.

## A buddhista szerzetes
Trebitsch Pekingből Sanghajba utazott, majd 1925-ben Manilában tűnt fel egy dr. Tandler Leó névre szóló útlevéllel az angol konzulátuson. Aztán hajóra szállt, s Ceylonra utazott, ami akkor a brit gyarmatbirodalom része volt. Itt egy Colombo melletti buddhista kolostorban húzta meg magát. Itt érte a családi tragédia, hogy John fiát gyilkosság miatt halálra ítélték. A kivégzésre Trebitsch-Lincoln Angliába indult, de műszaki hiba miatt csak Amszterdamig jutott, amikor a fiát kivégezték. Fia halála után tizenhat évig mint Csao Kung buddhista szerzetes voltaképpen homályban élt. Egy ízben még megpróbált San Franciscóba utazni, de kiutasították. Innen egyenesen Pekingbe ment. A Kuomintang Bauer ezredes révén megkísérelte a japán oldalról visszatéríteni, de már sikertelenül.
1931 táján Sanghajból újra egy Peking melletti kolostorba költözött. Miután Japán elfoglalta Mandzsúriát, félreérthetetlenül a japánok megbízásából, már valódi útlevéllel Csao Kung néven egy küldöttség élén utazott utoljára Európába, hogy buddhista iskolákat alapítson. Ugyanezzel Kanadában is próbálkozott, de mindenhol kémnek tartották, és küldetése ezért eredménytelen volt. Kínába visszatérve a japánok szolgálatában 64 évesen hunyt el, temetésén több százezer ember és a Nankingban székelő kínai bábkormány összes minisztere vett részt.

## Emlékezete
- Rejtő Jenő róla mintázta Buzgó Mócsing, azaz az igazi Trebitsch figuráját.[7]
- Alakja felbukkan (említés szintjén) Kondor Vilmos magyar író Budapest novemberben című bűnügyi regényében.

## Külső hivatkozások
- Viszket Z., Szerényi I.: Buzgó Mócsing, az igazi Trebitsch
- Wasserstein, Bernard: On the Trail of Trebitsch Lincoln, Triple Agent
- WordCitizen: Az igazi Trebitsch